# Cosipara chiricahuae
Cosipara chiricahuae là một loài bướm đêm trong họ Crambidae.